# 祭畤大橋
祭畤大橋（日语：／）是日本的一座公路桥梁，位于岩手縣一关市，跨越磐井川的支流鬼越沢，承载国道342号。当前使用的大橋为第二代桥梁，长115米，2010年12月18日建成通车，第一代大橋建于1978年，长94米，宽9米，为钢梁桥，在2008年岩手、宮城內陸地震中倒塌。